# Medicamento esencial
Los medicamentos esenciales (ME), según la definición de la Organización Mundial de la Salud (OMS), son aquellos medicamentos que "satisfacen las necesidades prioritarias de atención sanitaria de la población". Los medicamentos esenciales son los medicamentos a los que las personas deberían tener acceso en todo momento en cantidades suficientes. Estos medicamentos deben ser generalmente asequibles.
Desde 1977, la OMS ha publicado una lista modelo de medicamentos esenciales, con la lista actual (2019) para pacientes adultos que contiene más de 400 medicamentos. Pero ahora hay una nueva lista actual a partir de 2021 de la lista de medicamentos esenciales para adultos y niños de la OMS. Pero desde que se publicó la lista de 2021 se han introducido algunos cambios, como que el coste del medicamento no debe ser motivo de exclusión si cumple otros criterios de selección y, en segundo lugar, las diferencias de rentabilidad deben darse dentro de las áreas terapéuticas. Al año siguiente se incluyeron los antirretrovirales en la lista de medicamentos esenciales.  Desde 2007, se publica una lista separada de medicamentos destinados a pacientes infantiles. Tanto la lista de adultos como la de niños de la OMS contienen una anotación que indica que un medicamento concreto es "complementario", por lo que esencialmente hay dos listas, la lista básica y la lista complementaria. 
La lista básica presenta una lista de necesidades mínimas de medicamentos para un sistema básico de atención sanitaria, en la que se enumeran los medicamentos más eficaces, seguros y rentables para las afecciones prioritarias. Las enfermedades prioritarias se seleccionan en función de su importancia actual y futura para la salud pública, y de su potencial para un tratamiento seguro y rentable.  
La lista complementaria presenta medicamentos esenciales para enfermedades prioritarias, para las que se necesitan medios especializados de diagnóstico o seguimiento. En caso de duda, los medicamentos también pueden figurar en la lista complementaria por su mayor coste o su rentabilidad menos atractiva en diversos contextos. La lista es importante porque constituye la base de la política nacional de medicamentos en más de 155 países, tanto del desarrollado como del mundo en desarrollo. Muchos gobiernos se remiten a las recomendaciones de la OMS a la hora de tomar decisiones sobre el gasto sanitario. Se anima a los países a preparar sus propias listas teniendo en cuenta las prioridades locales. Más de 150 países han publicado una lista oficial de medicamentos esenciales. A pesar de estos esfuerzos, se calcula que 2.000 millones de personas siguen sin tener acceso a medicamentos esenciales, ya que algunos de los principales obstáculos se deben al bajo suministro, como la escasez de fármacos baratos.  A raíz de estos desabastecimientos, la Administración de Alimentos y Medicamentos de Estados Unidos (FDA) publicó en otoño de 2019 un informe con estrategias para superar y mitigar estos desabastecimientos de medicamentos.

## Características
La selección viene dada por: pertinencia para la salud pública, prueba de su eficacia y seguridad, y su eficacia comparativa en relación con su costo. La OMS recomienda que los ME estén disponibles en los sistemas de salud en todo momento, en cantidades suficientes, en la presentación farmacéutica adecuada, con las garantías de calidad e información y a un precio generalmente asequible para los pacientes y la comunidad. Desde 1977, la OMS publica una lista modelo de medicamentos esenciales. En la lista modelo de medicamentos esenciales de la OMS de 2019 para pacientes adultos contenía más de 400 medicamentos. Desde 2007, se publica una lista modelo de medicamentos esenciales para niños de la OMS.
Tanto la lista de medicamentos para adultos como la de niños de la OMS contienen una anotación que indica que un determinado medicamento es "complementario", por lo que esencialmente hay dos listas, la lista básica y la lista complementaria. La lista básica presenta una lista de necesidades mínimas de medicamentos para un sistema de atención sanitaria básica, en la que se enumeran los medicamentos más eficaces, seguros y rentables para las afecciones prioritarias. Las afecciones prioritarias se seleccionan en función de la importancia actual y futura estimada para la salud pública, y del potencial de tratamiento seguro y rentable. La lista complementaria presenta los medicamentos esenciales para las enfermedades prioritarias, para las que se necesitan instalaciones especializadas de diagnóstico o seguimiento. En caso de duda, los medicamentos también pueden figurar en la lista complementaria por su mayor coste o su menor rentabilidad en diversos contextos. La lista es importante porque constituye la base de la política nacional de medicamentos en más de 155 países, tanto en los desarrollados como en el mundo en desarrollo. Muchos gobiernos se remiten a las recomendaciones de la OMS a la hora de tomar decisiones sobre el gasto sanitario. Se anima a los países a preparar sus propias listas teniendo en cuenta las prioridades locales. Más de 150 países han publicado una lista oficial de medicamentos esenciales.

## Concepto mundialmente reconocido
El 21 de octubre de 1977 se aprueba por el primer Comité de Expertos para la Selección Medicamentos Esenciales la primera Lista de Medicamentos Esenciales de la OMS. Las más recientes son la decimoctava lista para adultos y la cuarta lista para niños, ambas publicadas en abril de 2013. A finales de 1999, 156 países tenían ya listas oficiales de medicamentos esenciales y en 135 países ya se han desarrollado guías de tratamiento para las enfermedades y síntomas más comunes.

## Relación coste-beneficio
La rentabilidad es objeto de debate entre los productores (empresas farmacéuticas) y los compradores de medicamentos (servicios nacionales de salud). Se calcula que el acceso a los medicamentos esenciales podría salvar a 10 millones de personas al año.

## Historia
La Lista Modelo de Medicamentos Esenciales de la OMS se actualiza cada dos años desde 1977. La 21.ª versión se publicó en abril de 2019.

## Lista de medicamentos para niños
La primera edición de la "Lista modelo de medicamentos esenciales para los niños de la OMS", se publicó en 2007, mientras que la séptima edición se publicó en 2019. Se creó para asegurarse de que las necesidades de los niños se tuvieran en cuenta sistemáticamente, como la disponibilidad de formulaciones adecuadas. La primera edición contenía 450 formulaciones de 200 medicamentos diferentes.

### Número de medicamentos
El número de medicamentos casi se ha duplicado, pasando de los 208 originales de 1977 a más de 340. La gama ha aumentado con los años y ahora incluye un medicamento antimigraña, antídotos y medicamentos antineoplásicos.  La tercera lista para niños de 2011, contiene 269 medicamentos.

## Medicamentos esenciales y patentes
Aproximadamente el 95% de los medicamentos de la lista actual de la OMS no están protegidos por patente. Por tanto, pueden producirse y comercializarse en todo el mundo a bajo coste como medicamentos genéricos. Sin embargo, los virostáticos incluidos en la lista de la OMS para el tratamiento del SIDA son problemáticos porque están protegidos por patentes. Por regla general, no sólo están protegidos por patentes en los países desarrollados; el Acuerdo sobre los Aspectos de los Derechos de Propiedad Intelectual relacionados con el Comercio (ADPIC), esta protección se ha extendido también a los países de reciente industrialización y en vías de desarrollo en los últimos años, lo que ha dificultado aún más el acceso a estos medicamentos en dichos países. Por ello, la organización Médicos Sin Fronteras pide que se modifique el acuerdo ADPIC para que todos los medicamentos esenciales de estos países queden excluidos de la protección de patentes.
Estas reivindicaciones también proceden de las universidades. En 2001 se fundó en la Universidad de Yale la asociación Universities Allied for Essential Medicines, que aboga por que las enfermedades desatendidas reciban mayor consideración en la investigación universitaria y por que los países pobres también se beneficien de los resultados de la investigación.

## Sociedad y cultura
El acceso a los medicamentos esenciales forma parte de los Objetivos de Desarrollo Sostenible, concretamente del objetivo 3.8. 
Varias organizaciones, de ámbito mundial, utilizan la lista para determinar qué medicamentos suministrarán. En lugar de seguir estrictamente la lista, muchas naciones se remiten a la lista de medicamentos esenciales como guía para elaborar sus propias leyes y normativas en función de sus propias necesidades. 
Ecuador, Ghana, Filipinas, Sudáfrica y Ucrania incluyen alguna mención a los medicamentos esenciales u otras infraestructuras sanitarias que ayudan a orientar sus políticas económicas sobre fijación de precios de los medicamentos y selección de prestaciones. Especialmente en los países de ingresos medios, donde el gasto de bolsillo en medicamentos es habitual, las medidas de equidad sanitaria y la política económica ayudan a evaluar la asequibilidad de los medicamentos, así como los efectos de la legislación en materia de salud pública. 
Brasil había publicado su primera LME llamada RENAME 13 años antes de la primera lista de medicamentos esenciales de la OMS. RENAME incluyó medicamentos que se centraron en la seguridad, eficacia y disponibilidad de medicamentos, así como la prioridad de salud de Brasil de su población. La LME de la OMS animó a Brasil a separar los medicamentos en función de las clases terapéuticas, lo que llevó a que ambas listas tuvieran el mismo formato, a pesar de que se incluyeran medicamentos diferentes. La incorporación de la LME infantil de la OMS de 2009 inspiró a Brasil a considerar su propia lista pediátrica RENAME. Sin embargo, las limitaciones han hecho que Brasil espere a disponer de más pruebas de medicamentos pediátricos en el país antes de finalizar su propia LME específica para niños.  Desafíuos como los altos precios y la escasa disponibilidad han repercutido en la forma en que los ciudadanos pueden obtener realmente sus medicamentos, a pesar de que la asistencia sanitaria es un derecho constitucional en el país. 
China publicó por primera vez su propia LME en 1982, y la actual contiene más de 2.000 medicamentos a base de hierbas, químicos y biológicos.  El Ministerio de Sanidad (China) (MOH) está formado por expertos médicos y económicos que se dividen en un grupo de consulta y revisión para elaborar su lista nacional de medicamentos. Las provincias en China pueden formar su propia LME, pero no se les permite eliminar medicamentos ya incluidos en la LME nacional. 
India elaboró por primera vez su Lista Nacional de Medicamentos Esenciales (NLEM) en 1996, con un número mínimo de revisiones. Para determinar qué medicamentos añadir o eliminar de la lista se utilizan criterios basados en la evidencia. Clínicos, farmacólogos, farmacéuticos, etc. discuten y revisan la lista donde se utiliza un debate abierto para modificar y finalizar la NLEM.  Sin embargo, la escasez de suministros médicos y de personal y las bajas inversiones sanitarias en las implementaciones han provocado que la gente acuda a hospitales privados y clínicas para tratamiento. Y con una gran variedad de poblaciones rurales y urbanas en todo el país, los servicios sanitarios y el acceso general se favorecen más hacia la población urbana. 